# Wiederaufarbeitungsanlage Jülich

Position der WAA in der Nuklearindustrie

Die Wiederaufarbeitungsanlage Jülich (JUPITER) war eine deutsche kerntechnische Anlage zur Wiederaufarbeitung von Kernbrennstoffen. Es handelte sich dabei um eine Pilotanlage zur Wiederaufarbeitung der abgebrannten Brennelementkugeln des Versuchskernkraftwerks AVR (Jülich) und des Thorium-Hochtemperaturreaktors in Hamm.

## Geschichte
Im Rahmen der Forschungs- und Entwicklungsarbeiten zum Uran-Thorium-Brennstoff-Kreislauf errichtet die Kernforschungsanlage Jülich die halbtechnische Versuchsanlage JUPITER.
Die Pilotanlage „JUPITER“ (Juelich Pilot Plant for Thorium Element Reprocessing) in Jülich wurde für die Kugelhaufenreaktoren AVR (Jülich) und Kernkraftwerk THTR-300 in Hamm gebaut. Die WAA wurde zwar fertiggestellt, ging aber nie in den „heißen“ Betrieb.
Man rechnete mit der Aufnahme des Kaltbetriebes Ende 1976 und Ende 1977 mit dem Beginn des „heißen“ Versuchsbetriebs. Bis 1990 wurde die Anlage abgebaut.

## Technik

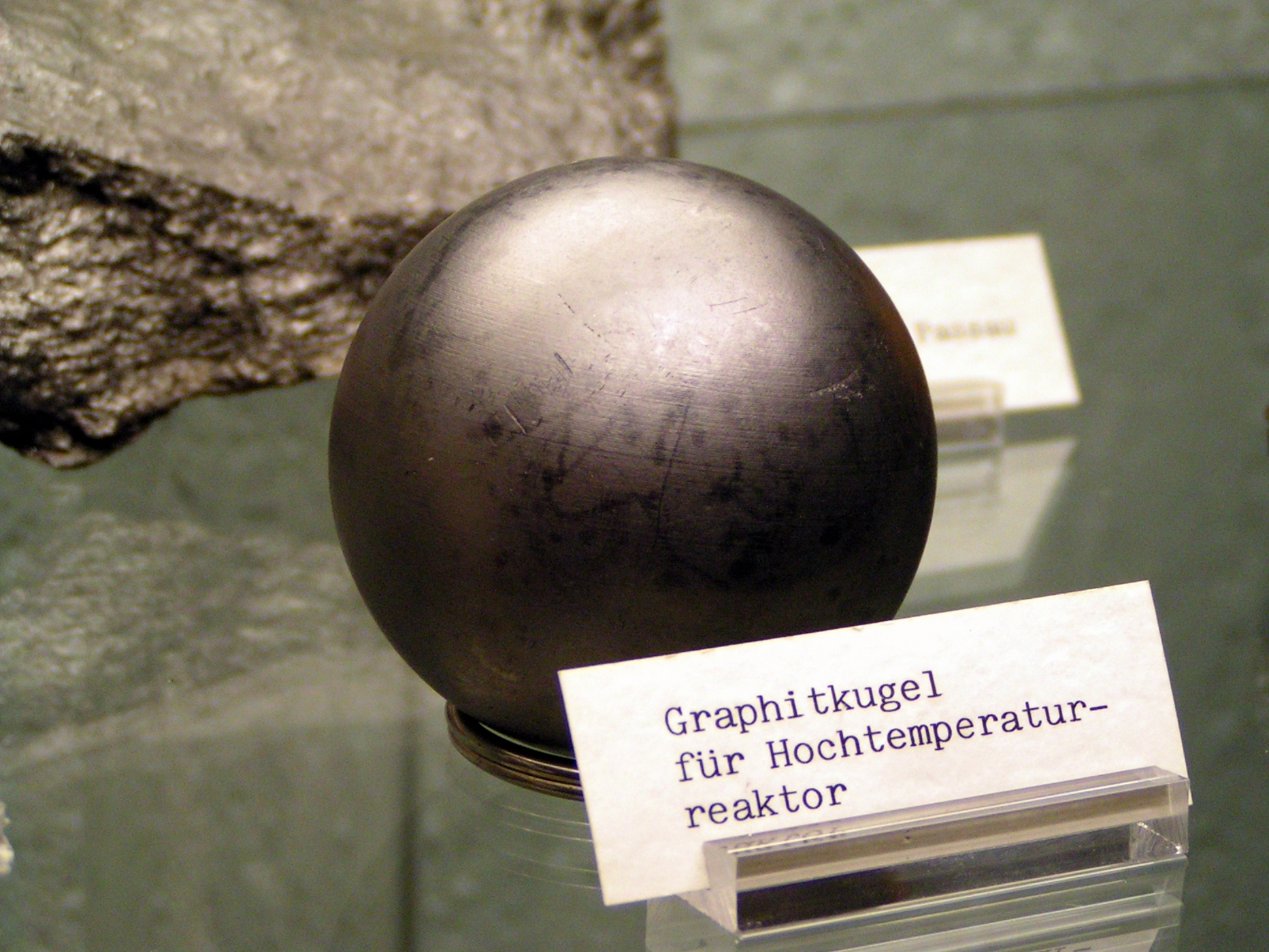
Graphitkugel für Hochtemperaturreaktor

Die Anlage enthielt neben den Hauptkomponenten (Verbrennungsanlage zur Entfernung der Kohlenstoffbeschichtung, Auflöser, Verdampfer zur Speiselösungseinstellung, Mischabsetzer) auch Einrichtungen zur Reinigung des Verbrennungs- und Löseabgases, zur Rückgewinnung der bei der Speiselösungseinstellung anfallenden Salpetersäure und zur Solventwäsche. Die Anlage enthielt fünf Mischabsetzer und einen Zwischenverdampfer und erlaubte mit dieser Ausstattung das Studium verschiedener Extraktions-Fließschemata. Die Kapazität der Anlage wurde auf ca. 2 kg Schwermetalloxid pro Tag festgelegt. Das entsprach 330 AVR-Brennelementen pro Tag.